# Реджі Волш
Ре́джі Волш (англ. Reggie Walsh; нар. 20 жовтня 2008) — англійський футболіст, півзахисник клубу «Челсі».

## Клубна кар'єра
Вихованець академії «Челсі», де почав займатися з 7-ми років. 1 травня 2025 року дебютував в основному складі «Челсі» в матчі плей-оф Ліги конференцій УЄФА проти шведського «Юргордена», вийшовши на заміну Тайріку Джорджу. У віцій 16 років став третім наймолодшим гравцем в історії клубу після Ієна Гамільтона та Кінгслі Віффена, які дебютували 1967 року. Окрім цього він став наймолодшим гравцем «Челсі» в єврокубках, побивши рекорд Домініка Соланке. 8 травня 2025 року вийшов в стартовому складі на матч-відповідь Ліги конференцій проти «Юргордена», ставши у віці 16 років і 200 днів наймолодшим гравцем «Челсі», що з'явився на полі з перших хвилин гри. В своєму дебютному сезоні став з командою переможцем Ліги конференцій.

## Кар'єра в збірній
Виступав за збірні Англії до 15, до 16 і до 17 років.

## Статистика виступів
Станом на 8 травня 2025
| Клуб              | Сезон             | Чемпіонат         | Чемпіонат | Чемпіонат | Кубок | Кубок | Кубок ліги | Кубок ліги | Єврокубки | Єврокубки | Інші  | Інші | Всього | Всього |
| Клуб              | Сезон             | Дивізіон          | Матчі     | Голи      | Матчі | Голи  | Матчі      | Голи       | Матчі     | Голи      | Матчі | Голи | Матчі  | Голи   |
| ----------------- | ----------------- | ----------------- | --------- | --------- | ----- | ----- | ---------- | ---------- | --------- | --------- | ----- | ---- | ------ | ------ |
| Челсі             | 2024–25           | Прем'єр-ліга      | 0         | 0         | 0     | 0     | 0          | 0          | 2         | 0         | –     | –    | 2      | 0      |
| Всього за кар'єру | Всього за кар'єру | Всього за кар'єру | 0         | 0         | 0     | 0     | 0          | 0          | 2         | 0         | 0     | 0    | 2      | 0      |

1. ↑  Матчі в Лізі конференцій УЄФА

## Досягнення
«Челсі»
- Переможець Ліги конференцій УЄФА: 2024–25[11]